# الکساندر کریکون
الکساندر کریکون (اوکراینی: Олександр Володимирович Крикун؛ زادهٔ ۱ march ۱۹۶۸ (۵۷ سال)) ورزشکار دو و میدانی اهل اوکراین است.